# NGC 7265
NGC 7265 је елиптична галаксија у сазвежђу Гуштер која се налази на NGC листи објеката дубоког неба.
Деклинација објекта је + 36° 12' 37" а ректасцензија 22h 22m 27,5s. Привидна величина (магнитуда) објекта NGC 7265 износи 12,3 а фотографска магнитуда 13,3. NGC 7265 је још познат и под ознакама UGC 12004, MCG 6-49-6, CGCG 514-15, IRAS 22203+3556, PGC 68668.